# 出面村
出面村（いずもむら）は、新潟県南蒲原郡にあった村。現在の見附市葛巻地区の北部にあたる。

## 沿革
- 1890年8月22日 - 葛巻組村の分割（大字福島・反田・市野坪・柳橋新田・北野新田・速見新田・加坪川新田）によって郷分村とともに成立。
- 1901年11月1日 - 郷分村と再合併し葛巻村となる。同日出面村廃止。